# Liste der denkmalgeschützten Objekte in Klöch
Die Liste der denkmalgeschützten Objekte in Klöch enthält die 5 denkmalgeschützten, unbeweglichen Objekte der Gemeinde Klöch im steirischen Bezirk Südoststeiermark.

## Denkmäler
| Foto |                 | Denkmal                                                     | Standort                                                  | Beschreibung | Metadaten |
| ---- | --------------- | ----------------------------------------------------------- | --------------------------------------------------------- | --- | --- |
| ja   | Datei hochladen | Pfarrhof HERIS-ID: 9585 Objekt-ID: 5561                     | Klöch 26 Standort KG: Klöch                               | Der Pfarrhof trägt eine Bauinschrift von 1622 und ist am Portal mit 1763 datiert. Eine Nischenfigur des hl. Nikolaus stammt aus der 1. Hälfte des 17. Jahrhunderts. | BDA-Hist.: Q38040704 Status: § 2a Stand der BDA-Liste: 2025-06-30 Name: Pfarrhof GstNr.: .66/1 Pfarrhof Klöch                         |
| ja   | Datei hochladen | Weinbaumuseum HERIS-ID: 9586 Objekt-ID: 5562                | Klöch 191 (Vinothek und Weinbaumuseum) Standort KG: Klöch | | BDA-Hist.: Q38040728 Status: § 2a Stand der BDA-Liste: 2025-06-30 Name: Weinbaumuseum GstNr.: 518                                     |
| ja   | Datei hochladen | Kath. Pfarrkirche, hl. Georg HERIS-ID: 9584 Objekt-ID: 5560 | Standort KG: Klöch                                        | Die Pfarrkirche hl. Georg, urkundlich erstmals 1350 erwähnt, war ursprünglich eine Eigenkirche der Wolfsauer. 1637/38 wurde die Kirche neugebaut, entsprechende Daten an Fassade und Gewölben. Das dreigeschoßige Langhaus mit einem Kreuzgratgewölbe wird von einem eingezogenen zweijochigen Chor mit geradem Schluss und seitlichen Oratorien abgeschlossen. Der quadratische Nordturm wurde laut Inschrift 1693 erbaut und 1825 aufgestockt. Vom dritten Joch des Langhauses gehen zwei quadratische Kapellen mit Stuck auf Kreuzgratgewölben aus. Die dreiachsige Orgelempore ruht auf vier Säulen, hat eine vorschwingende Brüstung und stammt aus dem 3. Viertel des 18. Jahrhunderts, die Orgel aus dem Jahre 1873. Die Einrichtung ist spätbarock, die Kanzel von 1772 wird Johann Piringer zugeschrieben. | BDA-Hist.: Q20423053 Status: § 2a Stand der BDA-Liste: 2025-06-30 Name: Kath. Pfarrkirche, hl. Georg GstNr.: .65 Parish Church, Klöch |
| ja   | Datei hochladen | Burgruine Hohenwarth HERIS-ID: 9588 Objekt-ID: 5564         | Klöch 172 Standort KG: Klöch                              | Die Burgruine ist eine ehemalige Grenzfestung aus dem 14. Jahrhundert. Sie blieb bis ins 17. Jahrhundert bewohnt und wurde dann dem Verfall preisgegeben. Aus einer frühen Bauphase stammt der Altbestand der Ringmauer, die Schildmauer ist ebenfalls erhalten, hat aber Umbauspuren aus dem 16. / 17. Jahrhundert. Der mächtige Wohnturm auf 8 Quadratmetern wurde in den 1990ern restauriert und mit einer Aussichtsplattform versehen. | BDA-Hist.: Q1012691 Status: Bescheid Stand der BDA-Liste: 2025-06-30 Name: Burgruine Hohenwarth GstNr.: .103 Burg Klöch               |
| ja   | Datei hochladen | Grenzstein HERIS-ID: 9597 Objekt-ID: 5573                   | Standort KG: Pölten                                       | Der Grenzstein stammt von der Grenzvermessung in den Jahren 1754 bis 1756, bei der die Grenze zwischen der Steiermark und dem damaligen Ungarn im Abschnitt zwischen Lafnitz und Mur markiert wurde. Die Grenzmarkierung wurde unter Maria Theresia durchgeführt. Dieser Stein trägt die Jahreszahl 1754. Weitere Grenzsteine dieser Grenze befinden sich in situ in Zelting und Sicheldorf. | BDA-Hist.: Q38041149 Status: § 2a Stand der BDA-Liste: 2025-06-30 Name: Grenzstein GstNr.: 533 (472)                                  |